# Чистота функции
В языках программирования чистая функция — это функция, которая:
1. является детерминированной;
2. не обладает побочными эффектами.

Наличия только одного из свойств недостаточно для того, чтобы функция была чистой.

## Детерминированность функции
Недетерминированность функции — возможность возвращения функцией разных значений несмотря на то, что ей передаются на вход одинаковые значения входных аргументов. В этом случае невозможно построить однозначную таблицу значений функции; для таких функций таблицы значений выглядят как список (может быть, бесконечный) возможных значений, которые функция принимает на заданном наборе входных параметров.
Функция является детерминированной, если для одного и того же набора входных значений она возвращает одинаковый результат.

## Побочные эффекты функции
В императивных языках некоторые функции в процессе выполнения своих вычислений могут модифицировать значения глобальных переменных, осуществлять операции ввода-вывода, реагировать на исключительные ситуации, вызывая их обработчики. Такие функции называются функциями с побочными эффектами.
Другим видом побочных эффектов является модификация переданных в функцию параметров (переменных), когда в процессе вычисления выходного значения функции изменяется и значение входного параметра.
Описывать функции без побочных эффектов позволяет практически любой язык программирования. Однако некоторые языки поощряют или даже требуют от некоторых видов функций использования побочных эффектов. Например, во многих объектно-ориентированных языках в функцию-член класса передаётся скрытый параметр — указатель на экземпляр класса, от имени которого вызывается соответствующая функция (например, в C++ этот параметр называется this, а в Object Pascal — self), который эта функция неявно модифицирует. Тем не менее, в языке C++ можно указать для метода класса модификатор const, тем самым сообщив компилятору о том, что метод не модифицирует данные класса.

## Ортогональность детерминированности и побочных эффектов
Обычно функции, обладающие побочными эффектами, не являются детерминированными,
поэтому функции без побочных эффектов, детерминированные функции и чистые функции
иногда путают.
В действительности это разные свойства функций. Например, функция rand, которая
возвращает случайное число, или гипотетическая функция GetGlobalVarX, которая возвращает значение глобальной переменной X (и больше ничего не делает), не являются детерминированными, хотя они и не обладают побочными эффектами.
А вот гипотетическая функция print, выводящая текст на экран и всегда возвращающая 0,
наоборот — является детерминированной, но обладает побочным эффектом (вывод текста на экран).
Ни одна из них не является чистой.